# Kurija župnog dvora u Svetoj Nedelji
Kurija župnog dvora u Svetoj Nedelji je kurija u naselju i općini Sveta Nedelja.

## Opis dobra
Kurija župnog dvora smještena je uz župnu crkvu, u središtu naselja. Jednokatna građevina pravokutnog tlocrta sagrađena je 1889. godine u neostilskim oblicima. Prostorna organizacija prizemlja zasniva se na nizu prostorija s prednje i stražnje strane. U središnjem dijelu uz začelni zid je dvokrako stubište. U katu dominira središnja dvorana koju flankiraju dvije bočne. Prostorije su zaključene ravnim stropom, a podrum pruskim svodovima. Pročelje je artikulirano s pet osi neujednačenog ritma. Osim arhitektonske vrijednosti, kurija ima značajnu ulogu u vizuri naselja.

## Zaštita
Pod oznakom Z-1456 zavedena je kao nepokretno kulturno dobro – pojedinačno, pravna statusa zaštićena kulturnog dobra.